# André Gardère
André Gardère (Gérardmer, 8 de mayo de 1913-París, 16 de febrero de 1977) fue un deportista francés que compitió en esgrima, especialista en la modalidad de florete.
Participó en los Juegos Olímpicos de Berlín 1936, obteniendo una medalla de plata en la prueba por equipos. Ganó tres medallas de plata en el Campeonato Mundial de Esgrima entre los años 1934 y 1937.

## Palmarés internacional
| Juegos Olímpicos   | Juegos Olímpicos   | Juegos Olímpicos | Juegos Olímpicos    |
| Año                | Lugar              | Medalla          | Prueba              |
| ------------------ | ------------------ | ---------------- | ------------------- |
| 1936               | Berlín (Alemania)  | Medalla de plata | Florete por equipos |
| Campeonato Mundial |                    |                  |                     |
| Año                | Lugar              | Medalla          | Prueba              |
| 1934               | Varsovia (Polonia) | Medalla de plata | Florete por equipos |
| 1935               | Lausana (Suiza)    | Medalla de plata | Florete por equipos |
| 1937               | París (Francia)    | Medalla de plata | Florete por equipos |